# Puchar Polski w piłce nożnej (2003/2004)
Puchar Polski w piłce nożnej mężczyzn 2003/2004 – 50. edycja rozgrywek mających na celu wyłonienie zdobywcy Pucharu Polski, który uzyskał tym samym prawo gry w II rundzie kwalifikacyjnej Pucharu UEFA w sezonie 2004/2005. Odbyły się dwa mecze finałowe, na stadionach obu finalistów.
Tytuł zdobył Lech Poznań, dla którego był to czwarty tryumf w tych rozgrywkach.

## Runda wstępna
Do rozgrywek przystąpiły kluby drugoligowe wg stanu z poprzedniego sezonu, z miejsc 15-18. Mecz został rozegrany 16 lipca 2003.
Ruch Radzionków – Hetman Zamość 3:2 (Szyguła 25' Mucha 71' Tokarz 83'k. – Paulewicz 76' 81')

Śląsk Wrocław – Stomil Olsztyn 3:0 (vo)

## I runda
Do rozgrywek dołączyły kluby drugoligowe wg stanu z poprzedniego sezonu, z miejsc 1-14, oraz zwycięzcy Pucharu Polski na szczeblu ZPN. Mecze zostały rozegrane 29 lipca 2003.
Gryf Wejherowo – Arka Gdynia 1:5 (Malinowski 82' – Kułyk 34' 90' Podstawek 40' 86' Smarzyński 90')

Chemik/Zawisza Bydgoszcz – Górnik Polkowice 0:3 (Gorząd 38' Wojtarowicz 45' Jeziorny 88')

Flota Świnoujście – ŁKS Łódź 1:0 (Mężydło 17')

Lech II Poznań – Aluminium Konin 1:3 (Lamberski 90' sam. – Bartnik 56' Wojciechowski 75' Solnica 78'k.)

Raków Częstochowa – Podbeskidzie Bielsko-Biała 1:1, k. 4:2 (Gałkowski 89'k. – Czok 14'k.)

Promień Żary – Śląsk Wrocław 1:0 dogr. (Dudek 118'k.)

Karkonosze Jelenia Góra – Ruch Radzionków 1:0 (Pacan 3'k.)

Odra II Opole – Polar Wrocław 3:3, k. 4:3 (Sobotta 5' Żymańczyk 8' Rychlewicz 73' – Grabowski 30' Augustyniak 50'k. Pawlak 52')

Pogoń Siedlce – Pogoń Szczecin 1:7 (Florczuk 70' – Michalski 25' Matlak 30' Błażejewski 37' 75' Łabędzki 57' Bugaj 80' Parzy 87')

Ceramika Paradyż – Świt Nowy Dwór Mazowiecki 2:2, k. 4:3 (Koćmin 61' 64' – Szczytniewski 7' 11')

Jagiellonia Białystok – Stasiak Opoczno 1:0 (Kulig 52')

Polonia/Olimpia Elbląg – GKS Bełchatów 0:5 (Jelonkowski 40' Pawlusiński 50' Kolendowicz 54' 75' Chmiest 67')

Sandecja Nowy Sącz – Stal Stalowa Wola 0:1 (Michalak 72')

Korona Kielce – Górnik Łęczna 3:1 (Cichoń 15' Bilski 20'k. Zabłocki 39' – Budka 57')

Strug Tyczyn – RKS Radomsko 1:3 dogr. (Sikora 77' – Smoliński 66' Pluta 92' Lato 102'k.)

Lublinianka Lublin – Tłoki Gorzyce 0:1 (Pacanowski 61')

## 1/16 finału
Do rozgrywek dołączyły kluby pierwszoligowe wg stanu z poprzedniego sezonu. Mecze zostały rozegrane 2 sierpnia 2003.
Arka Gdynia – Wisła Kraków 2:0 (Podstawek 7' Murawski 38')

Górnik Polkowice – KSZO Ostrowiec Świętokrzyski 6:0 (Narwojsz 3' 45' Wojtarowicz 10' Urbaniak 45' 67' 90')

Flota Świnoujście – Widzew Łódź 2:1 dogr. (Mikuła 27' 103' – Rybski 6')

Aluminium Konin – Szczakowianka Jaworzno 2:0 (Lamberski 21' Wołczek 69')

Promień Żary – Górnik Zabrze 2:7 (Czyżyk 71' Gad 86' – Probierz 16' 42' Sikora 29' Niżnik 53'k. Bukalski 78'k. Buśkiewicz 83' 90')

Karkonosze Jelenia Góra – Lech Poznań 0:3 (Kaliszan 10' Reiss 18' Zakrzewski 90')

Odra II Opole – Wisła Płock 2:1 (Rychlewicz 51' Sobotta 57' – Terlecki 30')

Pogoń Szczecin – Dyskobolia Grodzisk Wielkopolski 1:0 dogr. (Dziedzic 114'k.)

Ceramika Paradyż – Odra Wodzisław Śląski 0:4 (Ziarkowski 25' 36' 59' 60')

Jagiellonia Białystok – Zagłębie Lubin 2:1 dogr. (Dzienis 58' Kobeszko 102' – Olszowiak 17')

GKS Bełchatów – Amica Wronki 1:3 (Popek 72' – Kryszałowicz 21' 61' 75')

Stal Stalowa Wola – GKS Katowice 1:3 (Michalak 26' – Wróbel 22' 52' Kroczek 90')

Korona Kielce – Ruch Chorzów 2:0 (Cichoń 8' Gołąbek 88')

RKS Radomsko – Polonia Warszawa 1:4 (Kowalczyk 52' – Nuckowski 16' 30' Markiewicz 22' sam. Borkowski 56' sam.)

Tłoki Gorzyce – Legia Warszawa 1:3 (Dziewulski 59' – Sokołowski I 45' García 77' Wróblewski 90')

Raków Częstochowa – Pogoń Szczecin 3:0 (vo)

## 1/8 finału
Mecze zostały rozegrane 17 września 2003.
Górnik Zabrze – Legia Warszawa 0:2 (Sokołowski I 8' Svitlica 79')

Jagiellonia Białystok – Pogoń Szczecin 1:0 dogr. (Tyczkowski 105')

Odra II Opole – Górnik Polkowice 1:2 (Żymańczyk 90' – Moskal 31' 48'k.)

Polonia Warszawa – Lech Poznań 1:2 (Tarachulski 72' – Grzelak 55' Reiss 77')

Arka Gdynia – GKS Katowice 0:1 (Owczarek 49')

Flota Świnoujście – Amica Wronki 3:4 (Miązek 29' Mężydło 50' Noga 85' – M.Burkhardt 36' Kryszałowicz 37' Bąk 66' 68')

Raków Częstochowa – Aluminium Konin 2:1 (Sroka 11'k. Malinowski 21' – Wojciechowski 18')

Korona Kielce – Odra Wodzisław Śląski 1:0 (Bilski 84')

## Ćwierćfinały
Pierwsze mecze zostały rozegrane 30 września 2003, a rewanże 21 października 2003.
GKS Katowice – Amica Wronki 3:0 (Wróbel 13' Gajtkowski 29' 69')

Amica Wronki – GKS Katowice 1:1 (Bąk 14' – Wróbel 69')

–

Jagiellonia Białystok – Raków Częstochowa 3:0 (Kobeszko 10' 37' Żuberek 26')

Raków Częstochowa – Jagiellonia Białystok 1:5 (Lesik 57' – Kobeszko 16' 18' 23' Tyczkowski 42' Grygoruk 77')

–

Korona Kielce – Legia Warszawa 1:1 (Kuzera 37' – Vuković 63')

Legia Warszawa – Korona Kielce 2:0 (Svitlica 21' Magiera 40')

–

Górnik Polkowice – Lech Poznań 0:0

Lech Poznań – Górnik Polkowice 4:1 (Reiss 19' Nawrocik 40' Ślusarski 55' Szymański 83' sam. – Moskal 76')

## Półfinały
Pierwsze mecze zostały rozegrane 7 i 14 kwietnia 2004, a rewanże 13 i 22 kwietnia 2004.
GKS Katowice – Lech Poznań 1:2 (Gajtkowski 71' – Reiss 47' Goliński 77')

Lech Poznań – GKS Katowice 4:2 (Zakrzewski 6' 47' Reiss 45' 90'k. – Pluta 78' 88')

–

Jagiellonia Białystok – Legia Warszawa 0:3 (w.o.), na boisku 0:2 (Saganowski 9' Sokołowski II 39')

Legia Warszawa – Jagiellonia Białystok 0:0

## Finał
| Drużyna 1   | Wynik dwumeczu | Drużyna 2      | Pierwszy mecz | Drugi mecz |
| ----------- | -------------- | -------------- | ------------- | ---------- |
| Lech Poznań | 2:1            | Legia Warszawa | 2:0           | 0:1        |

### Pierwszy mecz
| 18 maja 2004 19:30 | Lech Poznań · Reiss 17', 35' | 2:0Raport | Legia Warszawa | Stadion Miejski, Poznań Widzów: 26 000 Sędzia: Krzysztof Słupik (Tarnów) |
|                    |                              |           |                |                                                                          |

### Rewanż
| 1 czerwca 2004 20:15 | Legia Warszawa · Włodarczyk 68' (k) | 1:00:0Raport | Lech Poznań | Stadion Wojska Polskiego, Warszawa Widzów: 15 000 Sędzia: Antoni Fijarczyk (Stalowa Wola) |
|                      |                                     |              |             |                                                                                           |

| Puchar Polski w piłce nożnej 2003/2004 Zwycięzcy |
| ------------------------------------------------ |
| Lech Poznań 4. Tytuł                             |